# 百瀬巡
百瀬 巡（ももせ じゅん、女性、1991年10月6日 - ）は、日本の作曲家、エレクトリック・バイオリニスト。国内外で活動中。

## 活動履歴
20歳よりエレクトリック・バイオリニストとしての活動を開始。おやすみホログラム、Emerald、科楽特奏隊、日の毬、うみのて、タグチハナ、もね（ゆるめるモ!）、笹口騒音オーケストラ、Genius P.J' s他多数のグループのサポートを務める。
25歳より作曲を始め、ソロプロジェクトを立ち上げる。ライブ活動や楽曲のリリースを行う。
近年は映像作品の音楽を多く手がけており、2016年に発表されたマスキングテープ「mt」プロモーション作品ではBritish D&AD AWARDS 2016 最高賞、 カンヌライオンズ 国際クリエイティビティ・フェスティバル 2016 金賞 を受賞。

## 作品

### 個人の活動

#### アルバム
|   | 発売日       | タイトル | 品番                               | 収録曲                                                           | 備考          |
| - | ------------ | -------- | ---------------------------------- | ---------------------------------------------------------------- | ------------- |
| 1 | 2016年7月5日 | mechanic | JAN：4580334170113 ASIN:B07212GPR1 | 1. mechanic 2. navy 3. manic 4. future 5. salon 6. another shore | レーベル: mao |

### 映像作品

#### 映画
- いつも月夜に米の飯（2018年、監督：加藤綾佳）
- 平成最後映画（2019年、監督：加藤綾佳）
- 青の生徒会 参る！ season1 花咲く男子たちのかげに（2020年、監督：進藤丈広）
- この恋は終わってる（2021年、監督：加藤綾佳）
- 12人のイカれたワークショップ（監督：田口清隆）

#### ネット配信ドラマ
- 「UNFIX」（ 2018年〜 監督：田口清隆）

#### プロモーションビデオ
- mt - masking tape「mt expo 2015」(ONE SHOW DESIGN 2016 Gold Award、D&AD 2016 Black Pencil、Yellow Pencil、カンヌライオンズ 国際クリエイティビティ・フェスティバル 2016 金賞）
- mt - masking tape「MT3331」（カンヌライオンズ 国際クリエイティビティ・フェスティバル 2016 金賞）
- mt - masking tape「mt 10th Anniversary in Kitakyushu」
- mt - masking tape「mt × vitra」（ONE SHOW DESIGN 2017 Silver Award、ニューヨークADC 2017 Silver Award、Bronze Award）
- bnbg「bnbg promotion movie」
- mt×LOFT「mt×LOFT」
- 倉敷製蠟「KURASHIKI SEIRO CARD CANDLE」（グッドデザイン賞 2017 特別賞）
- FLOATUS「FLOATUS movie」
- ゾイドワイルド「ZOIDS WILD Eastern Front」
- LINE NEWS「旅するクリームソーダ」

### 楽曲提供

#### CD
|   | 発売日         | アーティスト                   | タイトル | 品番 | 収録曲                  | 備考 |
| - | -------------- | ------------------------------ | -------- | ---- | ----------------------- | ---- |
| 1 | 2019年12月31日 | cheliple（中村桜、湯浅かえで） | 私の理由 |      | 1. 私の理由 2. cheliple |      |

### プレイヤーとしての音源参加

#### CD
2013年
- 日の毬「GOLD」

2014年
- MUSQIS「Exhibitions / A」

2015年
- うみのて「21st CENTURY SOUNDTRACK」

2016年
- 北村早樹子「わたしのライオン」

2018年
- おやすみホログラム「0118」
- おやすみホログラム「4」

## 出演

### PV
- HINOMARI - ABSTRACT【OFFICIAL VIDEO】（主演）

### 映画
- 平成最後映画（2019年、監督：加藤綾佳）